# Baglan z Walesu
Svatý Baglan z Walesu nebo také Faglan byl bretaňský mnich. Pravděpodobně byl synem prince Ithel Haela. Studoval v mnišské škole svatého Illtuda v Llanilltud Fawr (Llantwit Major) a stal se misionářem.
Byl zakladatel klášterů ve Walesu, jejich místa byla vybrána zázračnou berlou s uzdravujícími schopnostmi. Svatého Baglana dovedla ke stromu který nesl tři druhy ovoce.
Je vyobrazován jako muž nesoucí oheň v holýma rukama, se stromem nesoucí tři druhy ovoce, nebo jako muž klečící v modlitbě.
Jeho svátek se slaví 1. ledna.